# Municipalità distrettuali del Sudafrica
Le municipalità distrettuali del Sudafrica, o municipalità di categoria C, sono la suddivisione amministrativa che svolge alcune delle funzioni del governo locale di un distretto. La municipalità distrettuale, a sua volta, comprende diverse municipalità locali, con le quali suddivide le funzioni di governo locale.
La Costituzione, sezione 155.1.a, definisce le municipalità di "categoria C". Nel Municipal Structures Act si definisce che sono municipalità distrettuali quelle aree che non hanno i requisiti per essere classificate come municipalità metropolitane. Le municipalità distrettuali hanno un codice costituito delle lettere "DC" seguite da un numero da 1 a 48: il codice "DC" trae origine dal fatto che inizialmente le municipalità distrettuali erano chiamate "Consigli distrettuali" (District Councils).

## Lista
Provincia del Capo Occidentale
| Localizzazione | Distretto      | Capoluogo     | Popolazione (2016) | Superficie (km²) |
| -------------- | -------------- | ------------- | ------------------ | ---------------- |
|                | Cape Winelands | Worcester     | 866 001            | 21 473           |
|                | Central Karoo  | Beaufort West | 74 247             | 38 854           |
|                | Eden           | George        | 611 278            | 23 331           |
|                | Overberg       | Bredasdorp    | 286 786            | 12 241           |
|                | West Coast     | Moorreesburg  | 436 403            | 31 124           |

Provincia del Capo Orientale
| Localizzazione | Distretto      | Capoluogo      | Popolazione (2016) | Superficie (km²) |
| -------------- | -------------- | -------------- | ------------------ | ---------------- |
|                | Alfred Nzo     | Mount Ayliff   | 867 864            | 10 731           |
|                | Amatole        | East London    | 880 790            | 21 595           |
|                | Chris Hani     | Queenstown     | 840 055            | 36 144           |
|                | Joe Gqabi      | Barkly East    | 372 912            | 25 663           |
|                | O. R. Tambo    | Mthatha        | 1 457 384          | 12 096           |
|                | Sarah Baartman | Port Elizabeth | 479 923            | 58 243           |

Provincia del Capo Settentrionale
| Localizzazione | Distretto           | Capoluogo | Popolazione (2016) | Superficie (km²) |
| -------------- | ------------------- | --------- | ------------------ | ---------------- |
|                | Frances Baard       | Kimberley | 387 741            | 12 836           |
|                | John Taolo Gaetsewe | Kuruman   | 242 264            | 27 283           |
|                | Namakwa             | Springbok | 115 488            | 126 836          |
|                | Pixley ka Seme      | De Aar    | 195 595            | 103 410          |
|                | ZF Mgcawu           | Upington  | 252 692            | 102 524          |

Stato libero
| Localizzazione | Distretto          | Capoluogo      | Popolazione (2016) | Superficie (km²) |
| -------------- | ------------------ | -------------- | ------------------ | ---------------- |
|                | Fezile Dabi        | Sasolburg      | 494 777            | 20 668           |
|                | Lejweleputswa      | Welkom         | 646 920            | 31 930           |
|                | Thabo Mofutsanyane | Phuthaditjhaba | 779 330            | 33 269           |
|                | Xhariep            | Trompsburg     | 125 884            | 37 674           |

- Ex distretto: Motheo.

Gauteng
| Localizzazione | Distretto | Capoluogo   | Popolazione (2016) | Superficie (km²) |
| -------------- | --------- | ----------- | ------------------ | ---------------- |
|                | Sedibeng  | Vereeniging | 957 528            | 4 173            |
|                | West Rand | Randfontein | 838 594            | 4 087            |

- Ex distretto: Metsweding.

KwaZulu-Natal
| Localizzazione | Distretto                      | Capoluogo        | Popolazione (2016) | Superficie (km²) |
| -------------- | ------------------------------ | ---------------- | ------------------ | ---------------- |
|                | Amajuba                        | Newcastle        | 531 327            | 6 911            |
|                | Harry Gwala                    | Ixopo            | 510 865            | 10 547           |
|                | iLembe                         | KwaDukuza        | 657 612            | 3 260            |
|                | King Cetshwayo (già uThungulu) | Richards Bay     | 971 135            | 8 213            |
|                | Ugu                            | Port Shepstone   | 753 336            | 5 047            |
|                | Umgungundlovu                  | Pietermaritzburg | 1 095 865          | 9 513            |
|                | Umkhanyakude                   | Mkuze            | 689 090            | 13 855           |
|                | Umzinyathi                     | Dundee           | 554 882            | 8 589            |
|                | Uthukela                       | Ladysmith        | 706 588            | 11 326           |
|                | Zululand                       | Ulundi           | 892 310            | 14 799           |

Provincia del Limpopo
| Localizzazione | Distretto  | Capoluogo   | Popolazione (2016) | Superficie (km²) |
| -------------- | ---------- | ----------- | ------------------ | ---------------- |
|                | Capricorn  | Polokwane   | 1 330 436          | 21 705           |
|                | Mopani     | Giyani      | 1 159 185          | 20 011           |
|                | Sekhukhune | Groblersdal | 1 169 762          | 13 528           |
|                | Vhembe     | Thohoyandou | 1 393 949          | 25 597           |
|                | Waterberg  | Modimolle   | 745 758            | 44 913           |

Mpumalanga
| Localizzazione | Distretto    | Capoluogo  | Popolazione (2016) | Superficie (km²) |
| -------------- | ------------ | ---------- | ------------------ | ---------------- |
|                | Ehlanzeni    | Mbombela   | 1 754 931          | 27 896           |
|                | Gert Sibande | Ermelo     | 1 135 409          | 31 841           |
|                | Nkangala     | Middelburg | 1 445 624          | 16 758           |

Provincia del Nordovest
| Localizzazione | Distretto                  | Capoluogo  | Popolazione (2016) | Superficie (km²) |
| -------------- | -------------------------- | ---------- | ------------------ | ---------------- |
|                | Bojanala Platinum          | Rustenburg | 1 657 148          | 18 333           |
|                | Dr. Kenneth Kaunda         | Klerksdorp | 742 821            | 14 642           |
|                | Dr. Ruth Segomotsi Mompati | Vryburg    | 459 357            | 43 700           |
|                | Ngaka Modiri Molema        | Mahikeng   | 889 108            | 28 206           |

## Aree di competenza distrettuale

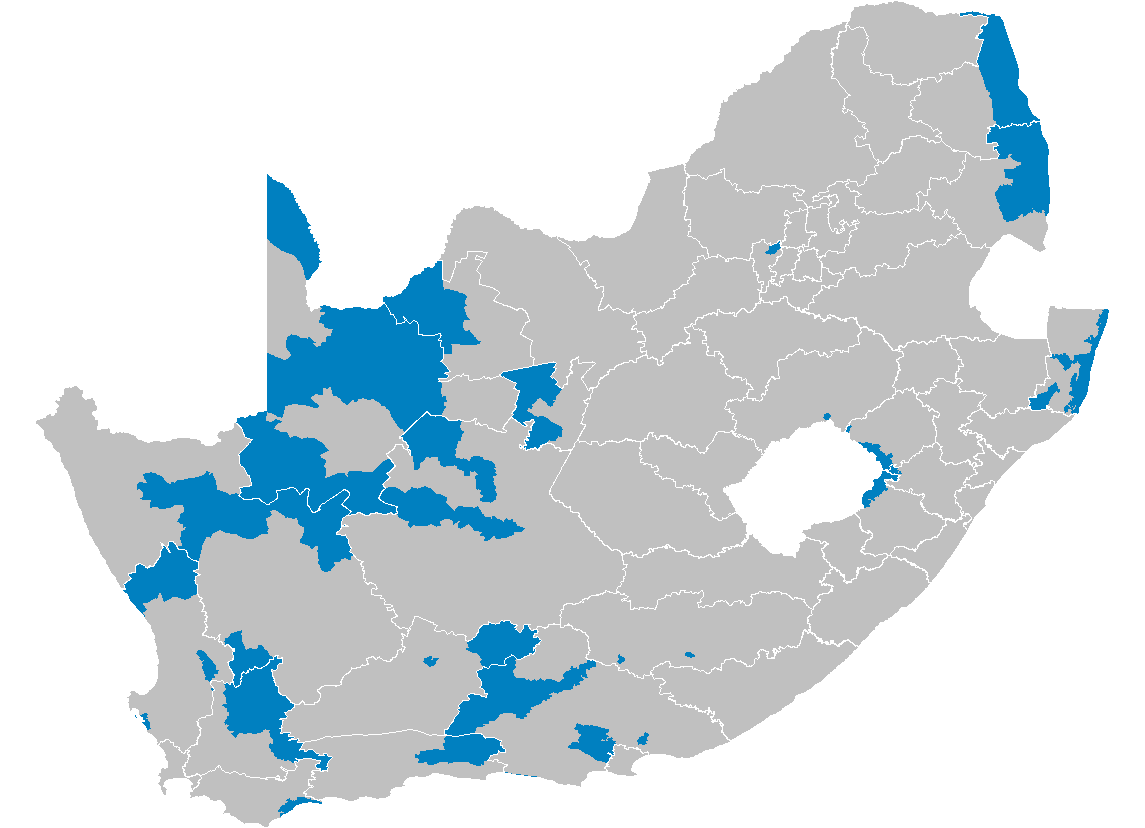
Mappa delle District Management Areas

Sono definite District Management Areas quelle aree del Paese, prive dei requisiti per essere qualificate come municipalità locali in ragione del numero ridotto di abitanti, nelle quali tutti i servizi amministrativi sono espletati direttamente dalle municipalità distrettuali: ne è un esempio il Kruger National Park.